# Зоран Златковски
Зоран Златковски е футболист от Северна Македония, роден на 5 април 1987 г. в град Каменица (Македонска Каменица). 

## Кариера
Златковски започва с футбола във ФК Саса от родния си град Каменица (Македонска Каменица). На 13 години е забелязан от скаута на Пирин (Благоевград) Божидар Стоянов, който търси в Македония млади таланти за школата на „орлетата“. Зоран пристига в Благоевград, където е приет във футболния интернат на местния Пирин. Минава през всички възрастови групи на клуба и през 2004 г. е извикан в първия тим. Дебютира в А група на 26 февруари 2005 г. при победата с 1:0 над Нафтекс в Бургас.
През лятото на 2005 г. преминава в Локомотив (Пловдив), след като Пирин е изваден от А група заради финансови задължения. Прекарва на „Лаута“ два сезона и половина, в които записва 26 мача със 11 гола в елита.
През зимата на 2008 г. Златковски подписва договор със Славия (София), но така и не успява да се наложи при „белите“. След това играе за Вихрен (Сандански) и отново за Пирин (Благоевград), преди да подпише с Лудогорец (Разград) на 22 декември 2010 г.

### Национален отбор
Между 2006 и 2008 г. Златковски записва 8 мача за младежкия национален отбор на Северна Македония до 21 години, в които отбелязва 4 попадения.

## Статистика по сезони
| Сезон    | Отбор               | Първенство | Мачове | Голове |
| -------- | ------------------- | ---------- | ------ | ------ |
| 2004/05  | Пирин (Благоевград) | А група    | 14     | 0      |
| 2005/06  | Локомотив (Пловдив) | А група    | 8      | 4      |
| 2006/07  | Локомотив (Пловдив) | А група    | 10     | 3      |
| 2007/ес. | Локомотив (Пловдив) | А група    | 8      | 4      |
| 2008/пр. | Славия (София)      | А група    | 11     | 1      |
| 2008/ес. | Славия (София)      | А група    | 2      | 0      |
| 2009/пр. | Вихрен (Сандански)  | А група    | 12     | 1      |
| 2009/10  | Пирин (Благоевград) | А група    | 17     | 7      |
| 2010/ес. | Пирин (Благоевград) | А група    | 13     | 0      |
| 2011/пр. | Лудогорец (Разград) | Б група    | 5      | 1      |